# Villesse
Villesse (Vilès in friulano, Vileš in sloveno) è un comune italiano di 1 651 abitanti in Friuli-Venezia Giulia.

## Geografia fisica
Villesse è situata in una porzione della pianura friulana compresa tra i fiumi Isonzo e Torre che poco più a valle si uniscono. Si trova tra il comune di Romans d'Isonzo a nord, il fiume Isonzo a sud-est e il comune di Ruda ad ovest.

## Storia
Alcuni rari reperti romani hanno fatto pensare all'esistenza in zona di un piccolo insediamento lungo la via Gemina che portava da Aquileia ad Emona, l'attuale Lubiana. In particolare, sono stati ritrovati i resti di una strada nei pressi della via 1 Maggio.
Non vi sono numerose informazioni sulla storia villessina prima dell'Ottocento, periodo nel quale viene datata la più antica mappa ritraente la cittadina.
Come tutto il Nord-Est, il paese è stato ampiamente segnato dalla Prima Guerra mondiale, come testimoniato dalle numerose trincee e bunker che solcano il territorio. Nello specifico, si ricorda la tragedia dei "fasinars", episodio accaduto nel 1915, dopo l'ingresso delle truppe italiane all'interno del paese, nel quale sei villessini furono uccisi dalle truppe italiane. Solo l'intervento di un bersagliere scongiurò perdite peggiori.
Recentemente è stata restaurata la cappella in onore all'imperatore Carlo I d'Austria. La cronaca narra che domenica 11 novembre 1917, l'Imperatore d'Austria e Re d'Ungheria, durante una ispezione del fronte dopo la battaglia di Caporetto e delle truppe di stanza nel Cervignanese, mentre stava percorrendo in autovettura il guado del torrente Torre su una passerella in cemento posta nell'alveo del corso d'acqua, nel tratto che da Ruda portava a Villesse, venne travolto da una piena improvvisa. Fortunatamente si salvò aggrappandosi ad un ramo. Per ringraziare il miracolo avvenuto, l'Imperatore fece innalzare una cappella, le cui rovine sono visitabili ancora oggi. Una propaggine dell'albero era visibile all'esterno del cimitero.

### Simboli
Lo stemma comunale è stato riconosciuto con regio decreto del 29 luglio 1923.
Fu creato verso il 1860 e volle raffigurare la leggendaria torre romana del cimitero assieme al baolâr, l'albero di bagolaro, altro simbolo locale e antico punto di incontro dei paesani; sulla torre campeggia l'aquila, richiamo a Roma e al suo glorioso passato. All'inizio del XX secolo furono aggiunti il ponte, la strada e le acque dei fiumi che bagnano Villesse per completare la raffigurazione dei caratteri storici e fisici del paese. Il gonfalone municipale è un drappo di azzurro, concesso con D.P.R. del 9 gennaio 1959.

## Monumenti e luoghi d'interesse
- Chiesa parrocchiale di San Rocco;

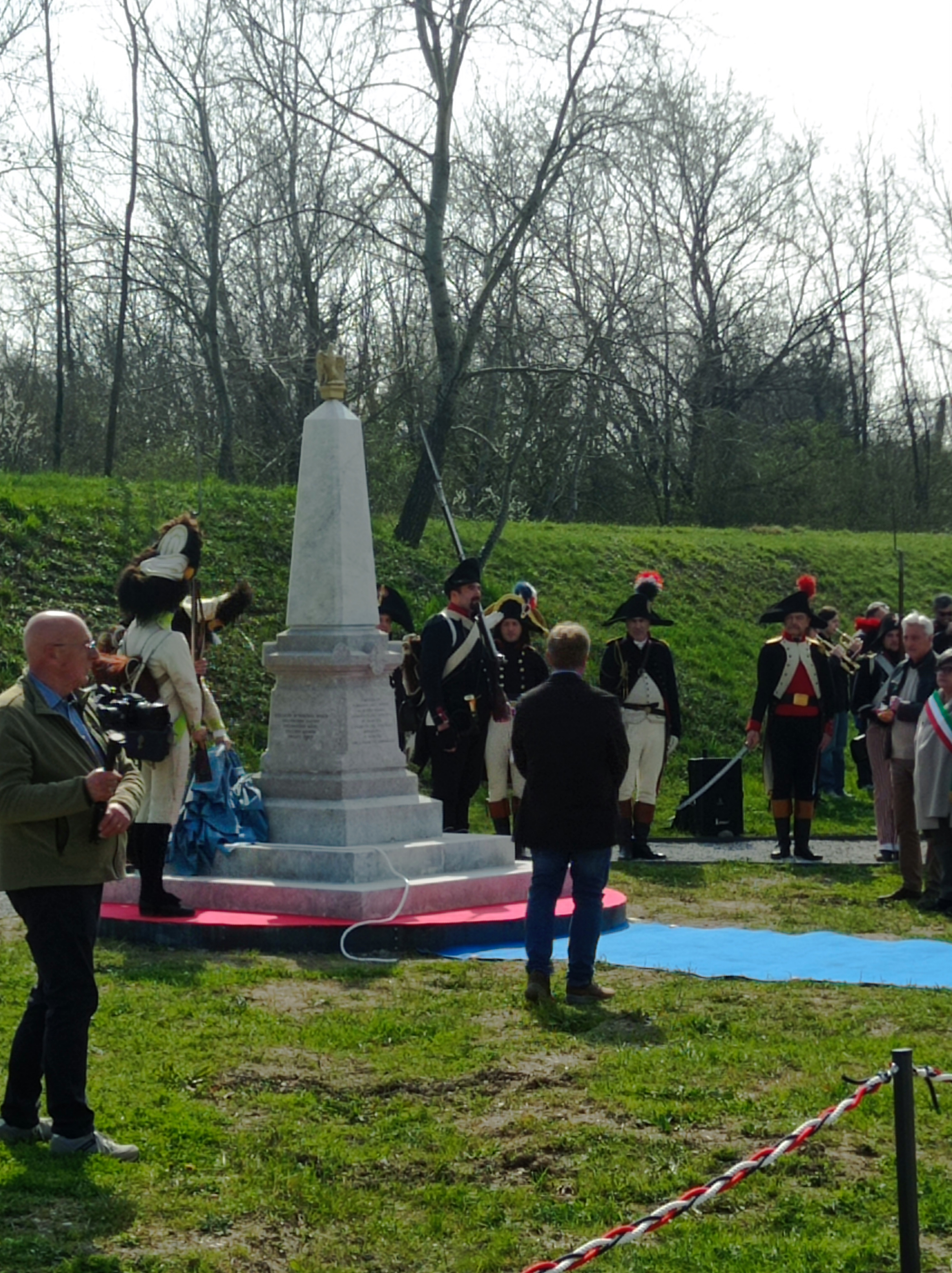
Inaugurazione del Cippo Napoleonico, 17 marzo 2024

- Palazzo Coronini, del XVIII secolo, sede della biblioteca comunale;
- Torre settecentesca detta Turisin situata in Via Androna Veneta;
- Cippo Napoleonico in località Pra della Barca;
- Cappella di Carlo I d'Asburgo in riva al Torre.

## Società

### Evoluzione demografica
Abitanti censiti

### Lingue e dialetti
A Villesse, accanto alla lingua italiana, la popolazione utilizza la lingua friulana. Ai sensi della Deliberazione n. 2680 del 3 agosto 2001 della Giunta della Regione autonoma Friuli-Venezia Giulia, il Comune è inserito nell'ambito territoriale di tutela della lingua friulana ai fini della applicazione della legge 482/99, della legge regionale 15/96 e della legge regionale 29/2007.
La lingua friulana che si parla a Villesse rientra fra le varianti appartenenti al friulano goriziano.

## Cultura

### Associazioni
È sicuramente da segnalare il gruppo de I Blaudins, gruppo di ricerca storica locale e promozione culturale villessino, che nel corso degli anni si è distinto in vari progetti, tra i quali la ricerca dei soldati villessini nella Grande Guerra e la più recente inaugurazione di un cippo dedicato al passaggio di Napoleone Bonaparte attraverso il paese.

### Eventi
- Il 16 agosto si festeggia il santo patrono, san Rocco, con manifestazioni e stand enogastronomici nell'area ricreativa parrocchiale. È tradizione che i due quartieri del paese, la "Plaza" e la "Porciaria" si sfidino in una serie di gare, dalle quali emerge il vincitore della sagra. Tale manifestazione non si è svolta nel 2020 a causa Covid-19.
- L'ultima domenica di ottobre si festeggia la Festa del Ringraziamento, con il mercatino e chioschi enogastronomici in centro organizzati dalle locali associazioni.
- A metà ottobre si svolge la gara podistica non competitiva "corsa dei fasans" (corsa dei fagiani) tradizionalmente organizzata dalla locale sezione dei Donatori di sangue.

## Infrastrutture e trasporti
Nel territorio comunale si trova l'innesto per l'A34 dall'A4 per Gradisca, Gorizia e la Slovenia.

## Economia
Oltre alle attività agricole, Villesse ospita notevoli insediamenti artigianali ed industriali sulla strada regionale 351, l'unico punto vendita IKEA del Friuli-Venezia Giulia, inserito nel complesso commerciale della regione (denominato Tiare Shopping).

## Amministrazione

### Sindaci dal 1995
| Periodo        | Periodo        | Primo cittadino  | Carica  | Note |
| -------------- | -------------- | ---------------- | ------- | ---- |
| 23 aprile 1995 | 13 giugno 1999 | Livio Tolloi     | Sindaco |      |
| 13 giugno 1999 | 13 giugno 2004 | Livio Tolloi     | Sindaco |      |
| 13 giugno 2004 | 7 giugno 2009  | Simonetta Vecchi | Sindaco |      |
| 7 giugno 2009  | 25 maggio 2014 | Simonetta Vecchi | Sindaco |      |
| 25 maggio 2014 | 26 maggio 2019 | Lucio Cabass     | Sindaco |      |
| 26 maggio 2019 | 3 aprile 2023  | Claudio Deffendi | Sindaco |      |
| 3 aprile 2023  | in carica      | Flavia Viola     | Sindaco |      |

## Gemellaggio
A partire dal 2001, Villesse è gemellata con il comune austriaco di Micheldorf.